# 南帕克維尤 (肯塔基州)
南帕克維尤（英語：South Park View）是一個位於美國肯塔基州傑佛遜縣的城市。

## 地方資料
根據2020年美國人口普查的數據，南帕克維尤的面積為0.32平方千米，當中陸地面積為0.32平方千米，而水域面積為0.00平方千米。當地共有人口0人，而人口密度為每平方千米0人。